# Sialis bifida
Sialis bifida là một loài côn trùng trong họ Sialidae thuộc bộ Megaloptera. Loài này được Hayashi & Suda miêu tả năm 1997.